# سیارک ۲۲۵۹۹
سیارک ۲۲۵۹۹ (به انگلیسی: 22599 Heatherhall، نامگذاری:1998HR122) بیست و دو هزار و پانصد و نود و نهمین سیارک کشف شده‌است که در ۲۳ آوریل ۱۹۹۸ کشف شد.
قدر مطلق سیارک برابر ۹.۳ است.